# Lepidochrysops stormsi
Lepidochrysops stormsi är en fjärilsart som beskrevs av Robbe 1892. Lepidochrysops stormsi ingår i släktet Lepidochrysops och familjen juvelvingar. Inga underarter finns listade i Catalogue of Life.